# Keion White
Keion White (Raleigh, 20 gennaio 1999) è un giocatore di football americano statunitense che milita nel ruolo di defensive end per i New England Patriots della National Football League (NFL).

## Carriera universitaria
White iniziò la sua carriera nel college football con gli Old Dominion Monarchs, dove inizialmente giocò come tight end. Dopo avere passato il primo anno come redshirt, poteva cioè allenarsi con la squadra ma non scendere in campo, partì otto volte come titolare nella seconda stagione, ricevendo 11 passaggi per 124 yard. Nel terzo anno fu spostato nel ruolo di defensive end. Nella prima annata in difesa mise a segno 62 tackle, 3,5 sack e 19 placcaggi con perdita di yard, venendo inserito nella seconda formazione ideale della Conference USA. Nel 2020 optò per non scendere in campo a causa della pandemia di COVID-19, decidendo infine di cambiare istituto.
White si trasferì così a Georgia Tech. Prima del trasferimento si ruppe una caviglia giocando a pallacanestro, venendo costretto a saltare le prime otto partite della stagione 2021. Disputò le ultime quattro gare degli Yellow Jackets, facendo registrare 4 placcaggi. Nel 2022 fu inserito nella terza formazione ideale dell'Atlantic Coast Conference.

## Carriera professionistica
White fu scelto nel corso del secondo giro (46ª scelta assoluta) del Draft NFL 2023 dai New England Patriots. Il giocatore rimase impassibile al momento dell'annuncio, cosa notata da diversi media. White spiegò la sua mancanza di emozione dicendo: "Sono una persona piuttosto tranquilla." Debuttò come professionista subentrando nella gara del primo turno contro i Philadelphia Eagles facendo registrare un passaggio deviato. La sua stagione da rookie si chiuse con 26 tackle e un sack in 16 presenze, di cui 4 come titolare.
Nel primo turno della stagione 2024, White mise a segno 2,5 sack nella vittoria sui Cincinnati Bengals.